# Anton Matúšek
Anton Matúšek (10. května 1919, Dolný Hričov – 22. listopadu 1985, Tišnov) byl pilot Slovenských vzdušných zbraní, později 1. čs. samostatného leteckého pluku během druhé světové války, a letecké eso.

## Život
Zúčastnil se přepadení Polska a později bojoval na východní frontě. 9. září 1943 spolu s Ľudovítem Dobrovodským přeletěl na sovětskou stranu, kde byli oba internováni v zajateckých táborech. Do své dezerce měl na kontě 12 sestřelů. Později mu bylo umožněno vstoupit do 1. čs. armádního sboru. Po vypuknutí Slovenského národního povstání přeletěl dne 17. září 1944 s 1. čs. stíhacím leteckým plukem pod velením Františka Fajtla do centra bojů. Koncem října 1944 opustil území Slovenska kvůli zhoršujícím se podmínkám na povstalecké frontě. Během přeletu musel nouzově přistát u obce Domaňovce a zimu strávil v horách.
Matúšek létal na strojích Avia B-534, Messerschmitt Bf 109 G-4 a Lavočkin La-5FN.
Během 20. výročí SNP byl povýšen na kapitána a o rok později na majora letectva v záloze. Anton Matúšek zemřel 22. listopadu 1985 v Tišnově, kde je i pohřben.

## Vyznamenání
- Medaile Za hrdinství[2], III. stupeň (Slovenský štát)
- Pamätný odznak Za ťaženie proti ZSSR[3], I. třída (Slovenský štát)
- Železný kříž, I. třída (Nacistické Německo)
- Železný kříž, II. třída (Nacistické Německo)
- Československá medaile Za chrabrost před nepřítelem (Československo)
- Československý válečný kříž 1939 (Československo)
- Pamětní medaile československé armády v zahraničí , se štítkem SSSR (Československo)
- Řád Slovenského národního povstání, I. třída (Československo)
- Medaile Za vítězství nad Německem ve Velké Vlastenecké válce 1941-1945[4] (Sovětský svaz)